# Mieke Jaapies
Mieke Jaapies, född den 7 augusti 1943 i Wormerveer, Zaanstad, Nederländerna, är en nederländsk kanotist.
Hon tog OS-silver i K-1 500 meter i samband med de olympiska kanottävlingarna 1972 i München.